# Alegeri pentru Parlamentul European în România, 2019
Alegeri pentru Parlamentul European (PE) s-au desfășurat în România la data de 26 mai 2019. Șapte candidați independenți și 23 de formațiuni politice s-au înregistrat la Biroul Electoral Central (BEC) în vederea alegerilor. Dintre acestea, BEC a validat candidaturile a 13 partide și alianțe și a trei candidați independenți. Alegerile au avut loc concomitent cu un referendum pe tema justiției convocat de președintele Klaus Iohannis. Totodată, aceste alegeri au fost al patrulea de acest tip de la intrarea țării în Uniunea Europeană (UE) în 2007.

## Procedură de vot
Cei 32 de eurodeputați români sunt aleși prin vot universal direct de către toți cetățenii UE înregistrați pe listele electorale și având vârsta de peste 18 ani. Scrutinul se desfășoară într-o singură circumscripție electorală pe baza reprezentării proporționale, ceea ce înseamnă că numărul de deputați aleși de la fiecare partid politic depinde de numărul de voturi obținut de partid. România folosește un sistem de liste închise, care nu permite modificarea numărului de ordine a candidaților pe listă. Locurile în Parlamentul European sunt alocate partidelor care obțin cel puțin 5% din voturile valabil exprimate prin metoda d'Hondt.

## Context politic

### Partidul Social Democrat (PSD)
Respingerea de către PSD a criticilor din partea Bruxellesului privind statul de drept și corupția a creat tensiuni în cadrul Partidului Socialiștilor Europeni. În aprilie 2019, Frans Timmermans, candidatul socialiștilor europeni la funcția de președinte al Comisiei Europene, a amenințat PSD cu repercusiuni, subliniind că „un partid care nu respectă statul de drept și drepturile fundamentale” nu poate aparține acestei familii politice europene. În replică, președintele PSD, Liviu Dragnea, a declarat că Guvernul de la București respectă statul de drept și a afirmat că „ar fi bine” ca Frans Timmermans să se ocupe de campanie electorală în Olanda și nu în România. În aprilie 2019, PES a anunțat că va îngheța relațiile cu PSD cel puțin până în iunie. De atunci, tot mai mulți membri ai partidului, inclusiv președintele acestuia, au adoptat o retorică eurosceptică în discursul lor politic.
În februarie 2019 au apărut informații în presă despre presupuse negocieri între PSD și ENF în vederea intrării partidului în grupul naționalist și eurosceptic după alegeri. Totuși, președintele PSD a evitat să se pronunțe asupra unei eventuale intrări a PSD în ENF.

### Partidul Național Liberal (PNL)
La trei zile după alegerile din 2014, președintele Partidului Național Liberal, Crin Antonescu, a anunțat că partidul va schimba afilierea europeană de la ALDE la PPE și că a început negocierile pentru fuziunea cu Partidul Democrat Liberal. Partidul nou creat va fi numit Partidul Național Liberal și va fi membru al PPE. Președintele Partidului Democrat Liberal, Vasile Blaga, a confirmat ulterior fuziunea celor două partide. Europarlamentarul Norica Nicolai, primul candidat pe lista Partidului Național Liberal, a refuzat să se alăture grupului Partidului Popular European și a continuat să rămână membru al grupului Alianța Liberalilor și Democraților pentru Europa. După alegerile prezidențiale din 2014, deputata Renate Weber, al doilea candidat pe lista Partidului Național Liberal, a demisionat din grupul Partidului Popular European și s-a alăturat grupului Alianța Liberalilor și Democraților pentru Europa. După finalizarea procesului de fuziune a celor două partide, celor doi deputați europeni li s-a dat un ultimatum de a se alătura grupului Partidului Popular European, altfel riscând excluderea din partid. Cele două nu s-au conformat cererii și astfel au fost excluse din Partidul Național Liberal, iar în prezent se află în grupul Alianței Liberalilor și Democraților pentru Europa. Ulterior, deputata Norica Nicolai a intrat în Partidul Alianța Liberalilor și Democraților.
La sfârșitul lunii august 2017, europarlamentara Ramona Mănescu, al treilea candidat pe lista Partidului Național Liberal, a demisionat din partid, dar a continuat să facă parte din grupul Partidului Popular European.
În mai 2018, eurodeputatul Partidului Mișcarea Populară și purtătorul de cuvânt al Partidului Popular European, Siegfried Mureșan, a anunțat că părăsește partidul pentru a se alătura Partidului Național Liberal.

### Partidul Democrat Liberal (PD-L)
La trei zile după alegerile din 2014, președintele Partidului Liberal Democrat, Vasile Blaga, a confirmat anunțul făcut de președintele Partidului Național Liberal, Crin Antonescu, că cele două partide ar fuziona într-un nou partid, care ar păstra numele PNL și afilierea europeană a PDL-ului. Pentru a-și exprima nemulțumirea față de această decizie și lipsa unui candidat PDL la alegerile prezidențiale, deputata Monica Macovei, al doilea candidat pe lista Partidului Democrat Liberal, a demisionat din partid în septembrie 2014 și a candidat la alegerile prezidențiale din 2014 ca independent. Macovei s-a alăturat, în calitate de europarlamentar independent, Conservatorilor și Reformiștilor Europeni.

### Partidul Mișcarea Populară (PMP)
În septembrie 2014, în urma unor declarații făcute la adresa liderilor Partidului Mișcarea Populară, Cristian Preda, primul candidat pe lista PMP, a fost exclus din partid. El a continuat să facă parte din grupul Partidului Popular European.
În 2016, Partidul Mișcarea Populară a fuzionat cu Uniunea Națională pentru Progresul României, însă eurodeputații UNPR nu au aderat la PMP.
În mai 2018, eurodeputatul Siegfried Mureșan, purtătorul de cuvânt al Partidului Popular European, a anunțat că părăsește Partidul Mișcarea Populară pentru a se alătura Partidului Național Liberal. Ca urmare, Partidul Mișcarea Populară și-a pierdut cei doi deputați europeni.

### Partidul Conservator (PC)
Partidul Conservator, UNPR și PSD au avut o listă comună la alegerile din 2014. Această alianță electorală trebuia să se numească „Uniunea Social Democrată”, dar, datorită legislației românești (această denumire a fost luată de o alianță din perioada 1996-2000 între Partidul Democrat și Partidul Social Democrat din România) s-a înregistrat ca „PSD–UNPR–PC”. În 2015, partidul a fuzionat cu Partidul Liberal Reformator pentru a forma Partidul Alianța Liberalilor și Democraților. Membrii nemulțumiți de această decizie, conduși de deputata Maria Grapini (primul candidat de la Partidul Conservator și al cincilea pe lista PSD–UNPR–PC), au fondat un nou partid, Partidul Puterii Umaniste. Laurențiu Rebega, al doilea candidat al Partidului Conservator și al paisprezecelea pe lista PSD–UNPR–PC, a activat ca independent în grupul Neînscriși, înainte de a se alătura PRO România și grupului Conservatorilor și Reformiștilor Europeni.
În aprilie 2019, partidul condus de Călin Popescu-Tăriceanu a fost exclus din grupul parlamentar ALDE. Anterior, în martie 2019, liderul grupului, Guy Verhofstadt, a recomandat partidului ALDE european să excludă ALDE România, menționând că președintele acestuia și-a încălcat angajamentele și că „tentativele de dezincriminare a corupției revin constant, iar justiția continuă să fie reformată de OUG-uri adoptate ad-hoc de guvern”. În replică, Partidul Alianța Liberalilor și Democraților l-a acuzat pe Verhofstadt că „a ignorat permanent realitatea din România” și a subliniat că „ALDE se luptă pentru justiție, dar o justiție dreaptă, echidistantă făcută în numele binelui public”.

### Uniunea Națională pentru Progresul României (UNPR)
La alegerile din 2014, Uniunea Națională pentru Progresul României, a candidat pe o listă comună alături de Partidul Social Democrat și Partidul Conservator. În 2016, UNPR a fuzionat prin absorbție cu Partidul Mișcarea Populară, însă eurodeputații UNPR nu au aderat la PMP. Cu toate acestea, liderul formațiunii, Gabriel Oprea, a anunțat în februarie 2019 că partidul este în plin proces de reorganizare și că își propune să candideze la alegerile din mai pe liste separate.

### Partidul Libertate, Unitate și Solidaritate (PLUS)
În ianuarie 2019, europarlamentarul Cristian Preda a aderat la Partidul Libertate, Unitate și Solidaritate (PLUS), partid înființat în decembrie 2018, al cărui președinte este fostul prim-ministru Dacian Cioloș. Astfel, partidul a obținut statutul de partid parlamentar, putând avea delegați în toate secțiile de vot.
Pe 2 februarie 2019, președintele Uniunii Salvați România (USR), Dan Barna, și președintele PLUS, Dacian Cioloș, au anunțat formarea Alianței 2020 USR–PLUS (USR+PLUS). Prin urmare, cele două partide au candidat pe o listă comună.

## Delegația României în Parlamentul European înainte de alegeri
| Grup europarlamentar                        | Grup europarlamentar                                      | Mandate | Partid național                              | Mandate | Note  |
| ------------------------------------------- | --------------------------------------------------------- | ------- | -------------------------------------------- | ------- | ----- |
|                                             | Alianța Progresistă a Socialiștilor și Democraților       | 13 / 32 | Partidul Social Democrat                     | 9       | [ a ] |
| Partidul Puterii Umaniste                   | Alianța Progresistă a Socialiștilor și Democraților       | 13 / 32 | 1                                            | [ b ]   |       |
| PRO România                                 | Alianța Progresistă a Socialiștilor și Democraților       | 13 / 32 | 1                                            | [ c ]   |       |
| Uniunea Națională pentru Progresul României | Alianța Progresistă a Socialiștilor și Democraților       | 13 / 32 | 1                                            | [ d ]   |       |
| Independent                                 | Alianța Progresistă a Socialiștilor și Democraților       | 13 / 32 | 1                                            | [ e ]   |       |
|                                             | Grupul Partidului Popular European                        | 13 / 32 | Partidul Național Liberal                    | 8       | [ f ] |
| Uniunea Democrată Maghiară din România      | Grupul Partidului Popular European                        | 13 / 32 | 2                                            | [ g ]   |       |
| Partidul Libertate, Unitate și Solidaritate | Grupul Partidului Popular European                        | 13 / 32 | 1                                            | [ h ]   |       |
| Independent                                 | Grupul Partidului Popular European                        | 13 / 32 | 2                                            | [ i ]   |       |
|                                             | Grupul Alianței Liberalilor și Democraților pentru Europa | 3 / 32  | Partidul Alianța Liberalilor și Democraților | 2       | [ j ] |
| Independent                                 | Grupul Alianței Liberalilor și Democraților pentru Europa | 3 / 32  | 1                                            | [ k ]   |       |
|                                             | Conservatorii și Reformiștii Europeni                     | 2 / 32  | M10                                          | 1       | [ l ] |
| PRO România                                 | Conservatorii și Reformiștii Europeni                     | 2 / 32  | 1                                            | [ m ]   |       |
|                                             | Neînscriși                                                | 1 / 32  | Independent                                  | 1       | [ n ] |
| Sursă: Parlamentul European                 |                                                           |         |                                              |         |       |

## Campanie electorală
Campania electorală pentru alegerile europarlamentare din 2019 a început pe 27 aprilie, la ora 0:00, și se va încheia pe 25 mai, la ora 7:00.

### Partidul Social Democrat (PSD)
Președintele partidului, Liviu Dragnea, a mizat pe o retorică cu accente naționaliste. În opinia sa, viitorii europarlamentari ai PSD trebuie „să fie patrioți în fiecare celulă a corpului” și „să aibă curaj să vorbească și să apere interesul național al țării”.
Pe 28 martie 2019, PNȚCD și PER au semnat cu PSD un protocol prin care își declară susținerea politică pentru lista de candidați a social-democraților la alegerile europarlamentare. Cristian Terheș, candidat pe poziția 4 în lista PSD, a fost recomandat de PNȚCD.
Perioada de campanie a fost marcată de o izolare pe plan european a partidului. Spre deosebire de 2014, în 2019 niciun lider socialist de la nivel european nu și-a făcut apariția în România pentru a încuraja PSD pe plan național.
PSD și-a lansat candidații la alegerile europarlamentare în cadrul unui miting organizat la Craiova pe 12 aprilie 2019. La miting au participat 40.000 de oameni potrivit organizatorilor și 20.000 potrivit jandarmilor. Prezent la miting, liderul partidului a lansat o serie de atacuri la adresa președintelui Klaus Iohannis, a multinaționalelor și a oficialilor europeni. Președintele PNL Dolj, Ștefan Stoica, a susținut că angajații din societățile și regiile controlate de primării și beneficiarii de ajutoare sociale „au primit ordin” să participe la miting. Intervievați de jurnaliști, unii participanți nu au știut de ce au fost aduși la miting.
Un alt miting de amploare a avut loc pe 9 mai în Iași, în aceeași zi în care la Sibiu a avut loc Summitul informal al șefilor de stat sau de guvern din Uniunea Europeană. Pentru miting au fost mobilizate în jur de 500 de autocare care au adus participanți din Bacău, Vaslui, Botoșani și alte localități din județul Iași. Pe parcursul mitingului, mii de protestatari au înconjurat Piața Unirii, scandând mesaje împotriva PSD. După încheierea mitingului, aceștia au ocupat piața, de unde au pornit apoi în marș pe străzile orașului. În discursul susținut în fața celor 15.000 de participanți, Liviu Dragnea și-a reiterat atacurile la adresa președintelui Klaus Iohannis și a partidelor din opoziție și a lăudat realizările Guvernului Dăncilă. De asemenea, i-a numit pe protestatari „derbedei”, „oameni fără țară și fără Dumnezeu” și i-a acuzat că ar fi „plătiți bine”. Turneul electoral al premierului Viorica Dăncilă în Transilvania din 9–11 mai a fost întâmpinat cu proteste în Alba Iulia, Cluj-Napoca, Lipova, Arad, Giarmata, Timișoara și Satu Mare.
La două zile după cel din Iași, PSD a organizat un alt miting în Galați, la care au participat în jur de 12.000 de oameni și care s-a încheiat în aproximativ o oră. În discursul său, Liviu Dragnea a lansat atacuri la adresa unor lideri europeni prezenți la summitul de la Sibiu și l-a numit pe Klaus Iohannis „trădător” și „sluga” acestora. Acesta s-a plâns că „oriunde mergem în țară este un grup de bătăuși” și a subliniat că liderii europeni „ne mint că avem probleme cu statul de drept”. Imediat după încheierea mitingului, mii de manifestanți anti-PSD au ocupat piața din fața Casei de Cultură a Sindicatelor. La plecarea autocarelor cu simpatizanți PSD, manifestanții au încercat să le blocheze, așezându-se pe stradă într-un protest de tip sit-in.
Ultimul miting al PSD din campania electorală a avut loc pe 19 mai în Târgoviște. Anterior, pe 15 mai, PSD a anulat un alt miting ce trebuia să aibă loc în București. Pentru miting, 14 străzi din oraș au fost blocate circulației, iar accesul în zona manifestației s-a făcut pe baza unei parole. Discursul lui Liviu Dragnea s-a menținut în aceeași notă cu cele de la mitingurile anterioare, cu atacuri la adresa președintelui, opoziției și „străinilor” și evidențierea realizărilor PSD. Dragnea a reluat și una din temele principale a campaniei electorale a PSD – protecționismul în favoarea alimentelor și legumelor românești. Și la Târgoviște, zeci de protestatari au contestat organizarea mitingului.

### Partidul Național Liberal (PNL)
Pe 4 martie 2019, președintele PNL, Ludovic Orban, a anunțat că sloganul partidului în campania pentru alegerile europarlamentare este „România în primul rând”. Sloganul cu accente naționaliste amintește de campania președintelui american Donald Trump „America First⁠(en)[traduceți]”. Discursurile liderilor și candidaților PNL au balansat în timpul campaniei între un focus pe subiecte de politică europeană și un accent pe politica internă și disputele cu coaliția de guvernare.
În ciuda unor tensiuni interne legate de formarea listei de candidați, aceasta a fost validată în Biroul Executiv Național al PNL pe 14 martie 2019 și a fost oficializată în cadrul summitului Partidului Popular European organizat de PNL la București pe 16 martie, la care au participat și liderul PPE, Manfred Weber, și președintele României, Klaus Iohannis. Pe 13 mai, PNL și-a lansat programul politic pentru alegerile europarlamentare. Programul PNL este împărțit în 18 capitole, fiecare capitol prezentând propunerile și viziunea PNL într-un domeniu de politici publice. Cele 18 capitole acoperă domenii începând cu viziunea despre viitorul Uniunii Europene și locul României în UE până la educație, sănătate, reforma piețelor financiare sau politica externă a UE. Potrivit președintelui partidului, printre obiectivele PNL se numără ridicarea MCV, intrarea României în Spațiul Schengen și aderarea la zona euro. De asemenea, PNL propune înființarea unui mecanism care să monitorizeze situația statului de drept și respectarea drepturilor fundamentale în toate statele Uniunii Europene și promite trei spitale regionale, prin fonduri europene, reabilitarea a 500.000 de apartamente și 20.000 de burse Erasmus, anual, pentru studenții români. În materie de politică externă, PNL susține Parteneriatul Estic și integrarea Republicii Moldova în UE.
În cadrul mitingurilor organizate îndeosebi în fiefurile electorale ale PSD din sudul și estul României, liderii partidului au marșat pe mesaje împotriva coaliției de guvernare PSD–ALDE, criticată pentru modificările controversate în domeniul legilor justiției.

### Alianța 2020 USR+PLUS (USR+PLUS)

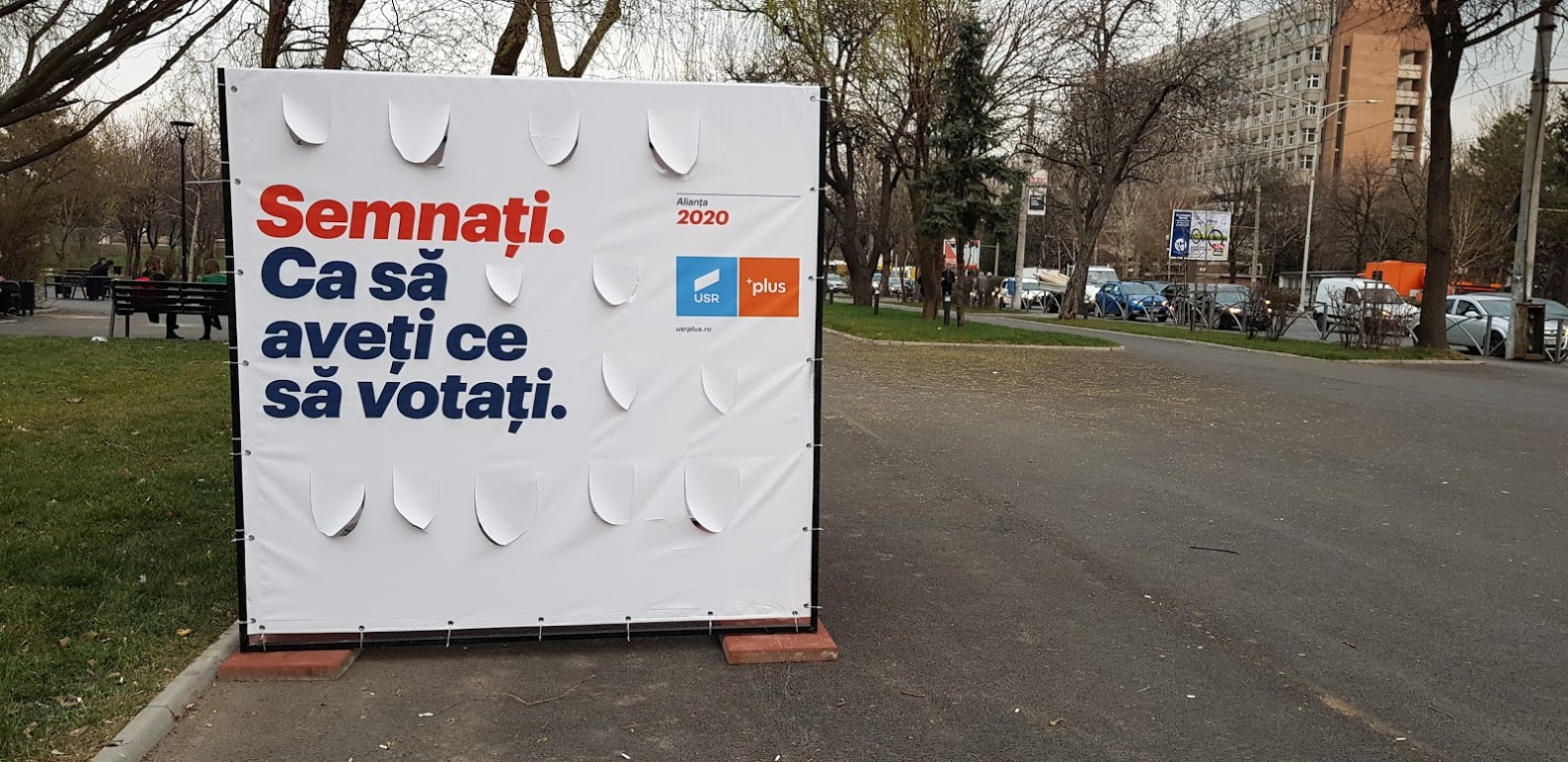
Cort electoral al USR+PLUS amplasat lângă campusul Universității Politehnica din București

Înscrierea alianței pentru alegerile europarlamentare a fost inițial respinsă de Biroul Electoral Central, întrucât Dan Barna și Dacian Cioloș nu figurau ca președinți ai USR, respectiv PLUS în Registrul partidelor politice. Dan Barna a fost ales președinte al USR în octombrie 2017, iar Dacian Cioloș a fost ales președinte PLUS în februarie 2019. Ambele partide au solicitat înregistrarea președinților la Tribunalul București, dar până la înscrierea alianței nu primiseră o decizie definitivă. Nicușor Dan, fondatorul USR, s-a reînscris în partid pentru a contrasemna protocolul Alianței USR+PLUS. Ulterior, Înalta Curte de Casație și Justiție a admis contestația depusă de cele două partide, anulând astfel decizia BEC.
Pe 4 aprilie 2019, Alianța 2020 USR+PLUS și-a prezentat, în cadrul unei conferințe de presă, programul electoral pentru alegerile europarlamentare. Oferta electorală a alianței vizează patru teme principale: „Justiție și protejarea drepturilor românilor în UE”, „Bunăstarea societății: sănătate, educație, măsuri anti-sărăcie”, „Prosperitate europeană acasă, în România” și „Politica externă și de securitate”. Printre promisiunile alianței se află crearea unui MCV european aplicabil, aderarea României la Spațiul Schengen, dar și modificări în educație, agricultură și infrastructură. USR+PLUS sprijină, de asemenea, aderarea Republicii Moldova la UE. Dacă programul alianței a pus accent pe priorități și obiective ale candidaților pentru Parlamentul European, în cadrul discursurilor din fața susținătorilor de la mitingurile electorale mesajul a avut un accent centrat pe politica internă, pe lupta cu puterea guvernamentală.
Cu ocazia Summit-ului de la Sibiu de pe 9 mai, Dacian Cioloș a avut o întâlnire cu Emmanuel Macron, președintele Franței, o întâlnire care s-a axat pe o discuție privind realizarea unui nou grup politic în Parlamentul European după alegerile din 26 mai.

### Partidul Alianța Liberalilor și Democraților (ALDE)

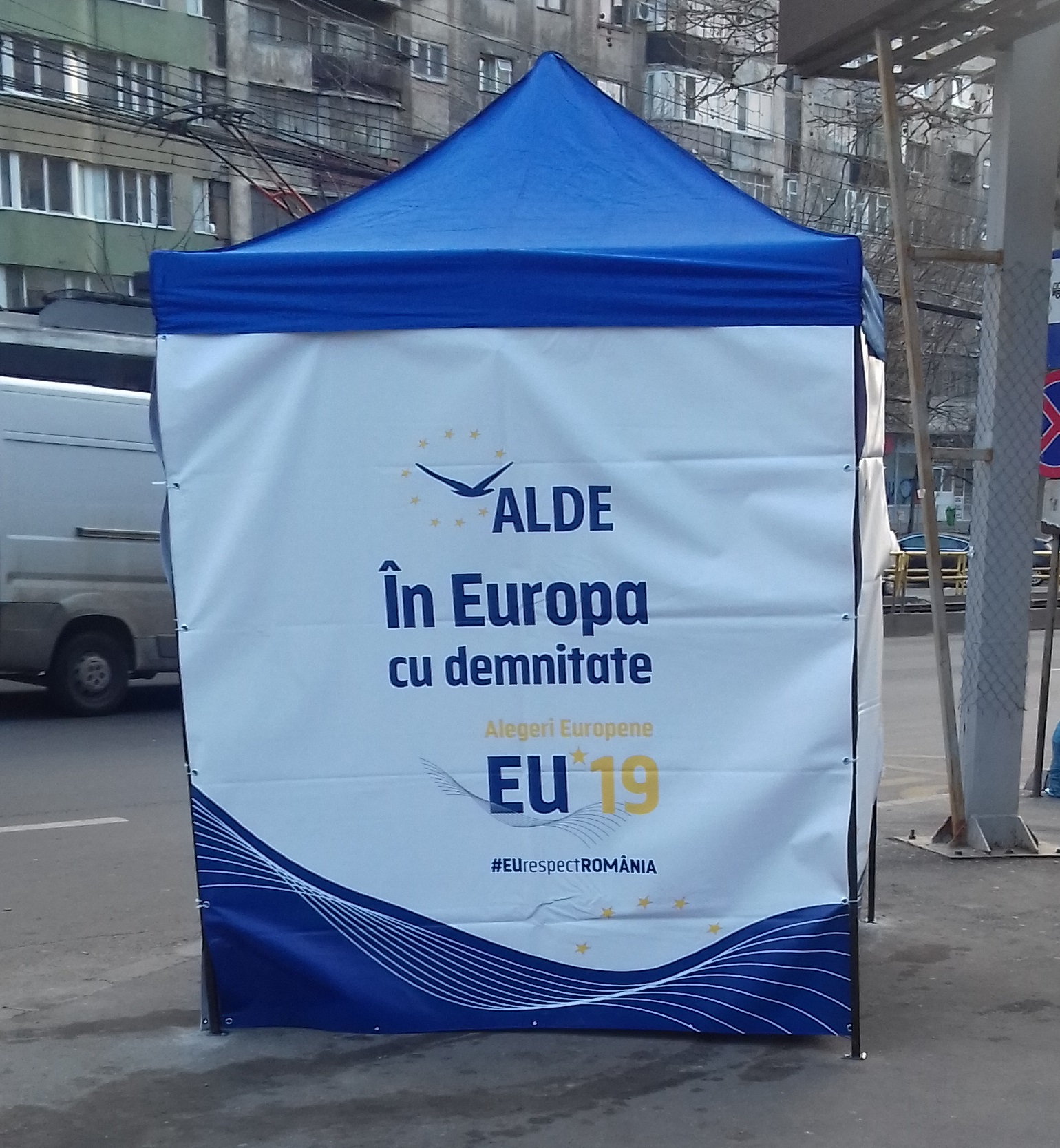
Cort electoral al ALDE inscripționat cu sloganul partidului în campania pentru europarlamentare

Pe 29 martie 2019, aflat la un eveniment electoral în Târgu Jiu, președintele partidului, Călin Popescu-Tăriceanu, le-a transmis membrilor ALDE Gorj că „România are nevoie de oameni cu experiență și curaj care să reprezinte cu demnitate interesele țării noastre și ale cetățenilor români, atât din țară, cât și din străinătate”. De altfel, sloganul partidului în campania pentru europarlamentare este „În Europa cu demnitate”. ALDE și-a lansat candidații la alegeri pe 13 aprilie 2019, în cadrul unui eveniment organizat în Sala Mare a Teatrului Național „Vasile Alecsandri” din Iași. Singurul miting electoral al ALDE a avut loc în Brașov și a fost întâmpinat cu proteste.
Programul ALDE, disponibil într-o formă schematică pe site-ul partidului, indică mai multe arii de interes pentru candidații ALDE subsumate în șase capitole: „Europa coeziunii”, „Europa sănătoasă”, „Europa competitivă”, „Europa nediscriminatorie”, „Europa libertății” și „Europa viitorului”.
În discursul liderilor ALDE și al candidaților ALDE în fața alegătorilor sau a simpatizanților se observă, la fel ca și în cazul celorlalte partide, o accentuare a temelor de politică internă. De asemenea, sunt reamintite câteva tematici care sunt favorite coaliției de la guvernare, precum presupusa „defăimare” a României de către politicienii celorlalte partide, aflate în opoziție, temă prezentă pregnant și în discursul PSD.

### PRO România (PRO)
Pe 27 martie 2019, Victor Ponta declara că partidul pe care îl conduce își propune să reprezinte „o alternativă la ceea ce azi înseamnă un discurs xenofob, șovin, antieuropean, un discurs de ură, de dezbinare”. Tot atunci a anunțat și sloganul partidului la europarlamentare: „Mândri că suntem români, mândri că suntem europeni”. 
Pe 14 aprilie 2019, PRO România a organizat la Romexpo evenimentul de prezentare a candidaților la alegerile europarlamentare. Cu această ocazie, formațiunea a prezentat „Manifestul pentru Europa”, platforma-program pe care o propune la scrutinul din 26 mai. Potrivit manifestului, PRO România consideră că rezolvarea decalajelor economice și sociale se poate rezolva printr-o abordare progresistă și social-liberală care să aducă beneficii pentru toți românii.
La fel ca și în cazul celorlalte partide, discursul PRO România accentuează puternic chestiuni de politică internă. Discursul liderilor PRO România este unul impregnat de opoziția la PSD și la campania PSD și declarații repetate de pro-europenism.

### Uniunea Democrată Maghiară din România (UDMR/RMDSZ)
Distanțându-se de mesajul PSD, cu care a semnat un protocol de colaborare parlamentară în decembrie 2016, UDMR și-a concentrat discursul electoral pe proiectele de infrastructură și accesarea fondurilor europene necesare dezvoltării zonelor populate de maghiarii din România. Pe 4 aprilie 2019, UDMR a prezentat la Cluj-Napoca programul electoral intitulat „Transilvania prosperă, Europa puternică”, un mesaj cu caracter regional. Prezent la eveniment, președintele Hunor Kelemen a criticat partidele românești care nu prezintă, înaintea alegerilor pentru Parlamentul Europan, subiecte de politică europeană, ci doar subiecte interne, candidații abordând teme naționaliste, „piperate cu șovinism și mesaje anti-maghiare”. UDMR dorește obținerea unui set de măsuri și acte normative care să contribuie la protejarea și afirmarea intereselor minorităților naționale și etnice autohtone europene:
„Imunitate pentru steagurile noastre. Reglementarea Uniunii să recunoască și să protejeze simbolurile noastre naționale.
Imnul națiunii maghiare și al Secuimii să nu fie dezonorat. Uniunea să le accepte ca simboluri naționale, iar cei care atacă imnurile noastre să răspundă în fața legii!
Dreptul la utilizarea limbii materne să fie garantat prin lege la nivelul Uniunii! Statul român să nu poată îngrădi utilizarea limbii materne nici în sistemul educațional, nici în instituțiile publice.”
Prim-ministrul Ungariei, Viktor Orbán, aflat într-un turneu în Transilvania înainte de Summitul de la Sibiu din 9 mai, a îndemnat alegătorii să voteze UDMR la alegerile europarlamentare într-o conferință de presă comună cu președintele UDMR. De altfel, Kelemen a preluat o parte din retorica anti-migrație a premierului maghiar, anunțând în conferința de presă comună că UE trebuie să își apere granițele de migranți pentru a putea garanta securitatea și bunăstarea popoarelor europene.

### Partidul Mișcarea Populară (PMP)

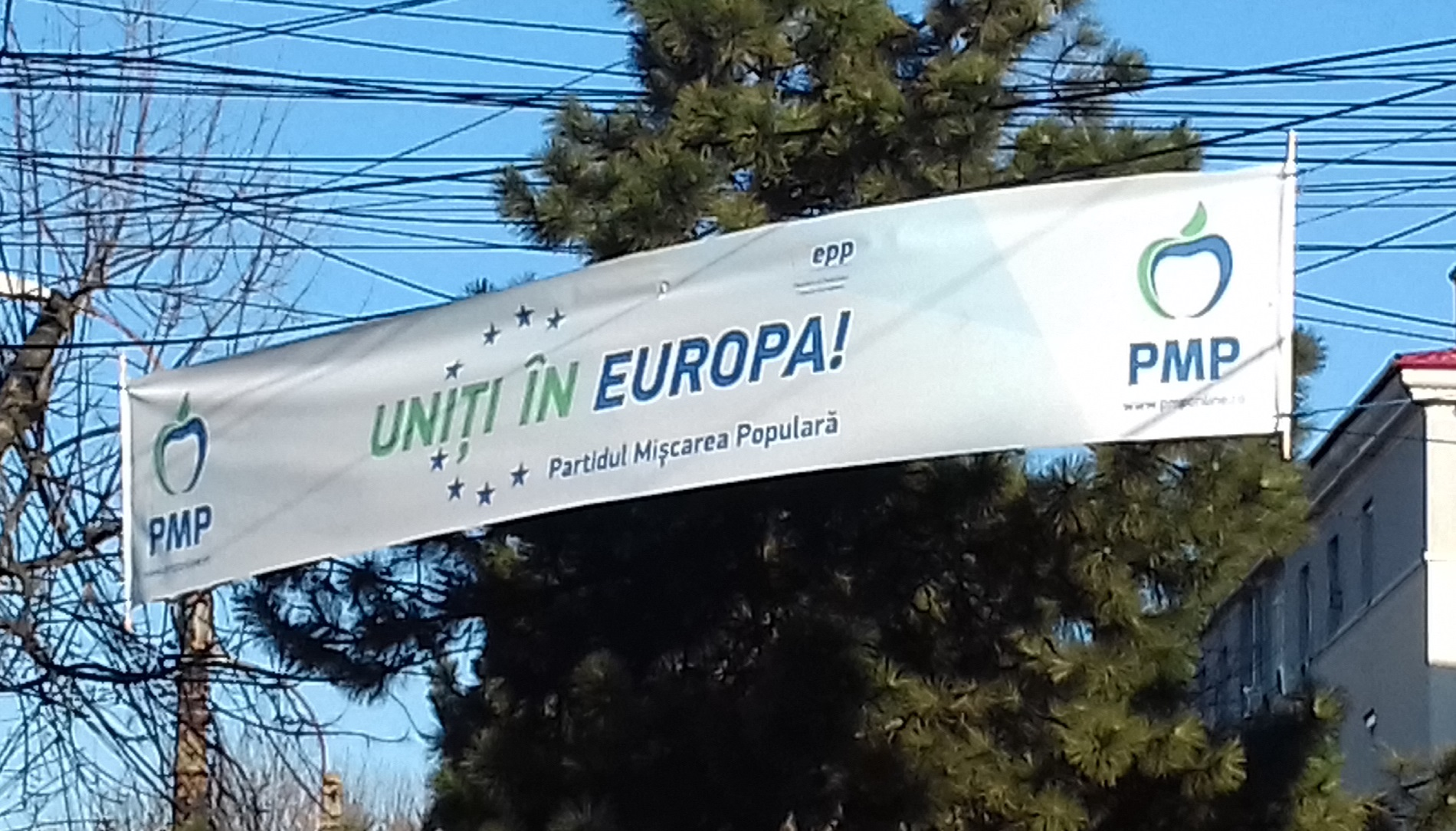
Banner electoral cu sloganul PMP

Sloganul de campanie al PMP pentru alegerile europarlamentare este „Uniți în Europa”. Programul PMP pentru europarlamentare a fost prezentat pe 14 aprilie 2019 la Chișinău. Prezent la eveniment, președintele de onoare al PMP și primul candidat pe lista partidului la europarlamentare, Traian Băsescu, a declarat că misiunea pe care și-o asumă reprezentanții PMP, dacă vor fi aleși în Parlamentul European, este să contribuie la menținerea unității în interiorul UE și la procesul de reunificare între România și Republica Moldova. De asemenea, acesta propune elaborarea unui regulament privind statutul migranților, care să fie aprobat în Parlamentul European și care să permită expulzarea în masă a celor care nu se încadrează în valorile europene, afirmând că PMP nu va fi de acord cu „transformarea Uniunii Europene într-o uriașă moschee”. Traian Băsescu s-a declarat un adept al creării Statelor Unite ale Europei. Pe lângă acestea, în discursurile lui Traian Băsescu sau ale lui Eugen Tomac, președintele PMP și candidat, apar și propuneri precum: adoptarea monedei euro, creșterea capacității administrative a României, intrarea în Spațiul Schengen și consolidarea justiției.

### Partidul România Unită (PRU)
Inițial, Partidul România Unită (PRU) a intenționat să participe la alegeri în alianță cu Partidul România Mare (PRM). Biroul Electoral Central a respins cererea de constituire a alianței electorale, întrucât Victor Iovici nu figura ca președinte al PRM în Registrul partidelor politice. Președinții celor două partide au formulat o contestație, însă a fost respinsă de Înalta Curte de Casație și Justiție. Ulterior, liderul PRU, Bogdan Diaconu, a afirmat că formațiunea va avea candidați proprii.
Partidul România Unită a militat prin programul său pentru „România mai presus de toate”, o Uniune Europeană a statelor suverane, în care protejarea identității naționale de progresism și de valul de imigranți este esențială. PRU a reclamat dublul standard al Uniunii Europene și că „țările noastre au devenit piață de desfacere și furnizori de mână de lucru ieftină”.

### Uniunea Națională pentru Progresul României (UNPR)
UNPR, reorganizat după fuziunea cu PMP în iulie 2016, a reluat retorica naționalistă și s-a prezentat electoratului cu sloganul „Pentru o Europă prosperă. Schimbăm România în bine. Dumnezeu, onoare și patrie”. Potrivit președintelui partidului, Gabriel Oprea, „UNPR dorește să trimită în Parlamentul European români, patrioți adevărați care să se bată pentru interesele României și nu să își denigreze țara”.

### Candidați independenți
George Simion este candidatul independent cel mai prezent în sfera publică. Acesta este un activist civic implicat în campania pentru realizarea unirii dintre Republica Moldova și România. De altfel, principalul său obiectiv în Parlamentul European este tocmai această unire, lucru indicat și de sloganul campaniei sale „România Mare în Europa”. Simion face campanie cu un mesaj anti-partide, argumentând că doar un independent poate reprezenta cu adevărat interesele românilor și nu diferite interese partinice. Pe lângă obiectivul unirii, Simion mai amintește de lupta pentru drepturile românilor din statele terțe UE, precum Serbia sau Ucraina, dar și de protejarea drepturilor românilor care muncesc în Uniunea Europeană. De asemenea, mai promite că va lucra în PE pentru stoparea defrișărilor ilegale din țară, dar și pentru construirea de autostrăzi care să lege Republica Moldova de România.
Gregoriana Tudoran, membru fondator al Asociației „Împreună pentru A8”, care militează pentru construcția autostrăzii Iași–Târgu Mureș, are ca obiectiv principal încurajarea dezvoltării infrastructurii din poziția de europarlamentar independent.
Peter Costea, candidat și în 2014, propune o renaștere morală a Europei, sloganul campaniei sale fiind „Votați pentru renașterea morală a Europei”. Acesta este președinte al Alianței Familiilor din România. Printre obiectivele asumate de acesta se regăsesc promovarea și protejarea valorilor și drepturilor familiei naturale, drepturilor copiilor și drepturilor parentale, protejarea identității culturale, tradiționale și religioase a poporului român în Uniunea Europeană și protejarea libertății de conștiință și a libertății religioase în Europa și în România.

## Candidați
Mai jos sunt listați candidații partidelor politice înscrise în scrutin în ordinea pe buletinele de vot stabilită de Biroul Electoral Central:
| Lista candidaților PSD | Lista candidaților PSD |
| #                      | Candidat               |
| ---------------------- | ---------------------- |
| 1                      | Rovana Plumb           |
| 2                      | Carmen Avram           |
| 3                      | Claudiu Manda          |
| 4                      | Cristian Terheș        |
| 5                      | Dan Nica               |
| 6                      | Maria Grapini          |
| 7                      | Tudor Ciuhodaru        |
| 8                      | Dragoș Benea           |
| 9                      | Victor Negrescu        |
| 10                     | Andi Cristea           |
| 11                     | Natalia Intotero       |
| 12                     | Gabriela Zoană         |
| 13                     | Bianca Gavriliță       |
| 14                     | Emilian Pavel          |
| 15                     | Doina Pană             |
| 16                     | Crina Chilat           |
| 17                     | Mariana Bălănică       |
| 18                     | Răzvan Popa            |
| 19                     | Luminița Jivan         |
| 20                     | Alin Pavelescu         |
| 21                     | Ioan Augustin          |
| 22                     | Cătălin Grigore        |
| 23                     | Roxana Pațurcă         |
| 24                     | Oana Florea            |
| 25                     | Dragoș Pui             |
| 26                     | Mihai Macaveiu         |
| 27                     | Liviu Brăiloiu         |
| 28                     | Florin Manole          |
| 29                     | Ion Voinea             |
| 30                     | Horia Grama            |
| 31                     | Alexandru Popa         |
| 32                     | Aida Căruceru          |
| 33                     | Gheorghe Tomoiagă      |
| 34                     | Anca Raiciu            |
| 35                     | Marius Mărgărit        |
| 36                     | Nasi Calențaru         |
| 37                     | Cristina Tărteață      |
| 38                     | Petru Moț              |
| 39                     | Luminița Țundrea       |
| 40                     | Emanuel Iacob          |
| 41                     | Cătălin Unciuleanu     |
| 42                     | Gabriel Răducanu       |
| 43                     | Andrei Sima            |

| Lista candidaților USR+PLUS | Lista candidaților USR+PLUS       |
| #                           | Candidat                          |
| --------------------------- | --------------------------------- |
| 1                           | Dacian Cioloș (PLUS)              |
| 2                           | Cristian Ghinea (USR)             |
| 3                           | Dragoș Pîslaru (PLUS)             |
| 4                           | Clotilde Armand (USR)             |
| 5                           | Dragoș Tudorache (PLUS)           |
| 6                           | Nicolae Ștefănuță (USR)           |
| 7                           | Vlad Botoș (USR)                  |
| 8                           | Ramona Strugariu (PLUS)           |
| 9                           | Vlad Gheorghe (USR)               |
| 10                          | Alin Mituța (PLUS)                |
| 11                          | Naomi Reniuț-Ursoiu (USR)         |
| 12                          | Valeriu Nicolae (PLUS)            |
| 13                          | Oana Țoiu (PLUS)                  |
| 14                          | Radu Ghelmez (USR)                |
| 15                          | Liviu Iolu (PLUS)                 |
| 16                          | Radu Mihaiu (USR)                 |
| 17                          | Andrei Ion (PLUS)                 |
| 18                          | Iulian Lorincz (USR)              |
| 19                          | Adriana Cristian (USR)            |
| 20                          | Oana Popescu (PLUS)               |
| 21                          | Camelia Crișan (USR)              |
| 22                          | Anca Majaru (PLUS)                |
| 23                          | George Țăranu (USR)               |
| 24                          | Bogdan Deleanu (PLUS)             |
| 25                          | Ștefan Pălărie (PLUS)             |
| 26                          | Silviu Gurlui (USR)               |
| 27                          | Alexandru Grigorescu-Negri (PLUS) |
| 28                          | Teodora Stoian (USR)              |
| 29                          | George Gima (PLUS)                |
| 30                          | Alexandru Vărzaru (USR)           |
| 31                          | Raluca Amariei (USR)              |
| 32                          | Anca Radu (PLUS)                  |
| 33                          | Miroslav Tașcu-Stavre (USR)       |
| 34                          | Gabriela Mirescu-Gruber (PLUS)    |
| 35                          | Florin Andrei (USR)               |
| 36                          | Cătălina Sofron (PLUS)            |
| 37                          | Dan Clinci (PLUS)                 |
| 38                          | Emanuel Stoica (USR)              |
| 39                          | Iulian Crăciun (PLUS)             |
| 40                          | Octavian Berceanu (USR)           |
| 41                          | Daniela Șerban (PLUS)             |
| 42                          | Cristina Iurișniți (USR)          |
| 43                          | Elena Uram (USR)                  |

| Lista candidaților PRO | Lista candidaților PRO    |
| #                      | Candidat                  |
| ---------------------- | ------------------------- |
| 1                      | Victor Ponta              |
| 2                      | Corina Crețu              |
| 3                      | Mihai Tudose              |
| 4                      | Iurie Leancă              |
| 5                      | Geanina Pușcașu           |
| 6                      | Gabriela Podașcă          |
| 7                      | Cristian Cosmin           |
| 8                      | Ioana Petrescu            |
| 9                      | Mihai Sturzu              |
| 10                     | Ionela Danciu             |
| 11                     | Vasile Roman              |
| 12                     | Răzvan Cotovelea          |
| 13                     | Gabriel Ispas             |
| 14                     | Augustin Jianu            |
| 15                     | Viorica Marincaș          |
| 16                     | Ștefana Zibileanu         |
| 17                     | Ion Stănulescu            |
| 18                     | Ciprian-George Ardelean   |
| 19                     | Liviu Harbuz              |
| 20                     | Răzvan Mitu               |
| 21                     | Bogdan Ivan               |
| 22                     | Raluca-Nicoleta Haliț     |
| 23                     | Anca Bălășoiu             |
| 24                     | Cosmin Olteanu            |
| 25                     | Nicolae-Marius Sanfirișca |
| 26                     | Marieta Ionescu           |
| 27                     | Ovidiu Iane               |
| 28                     | Dumitru Goldbach          |
| 29                     | Anca Stănișteanu          |
| 30                     | Claudiu-Aureliu Maniga    |
| 31                     | Nicolae Zaharia           |
| 32                     | Sigina Luca               |
| 33                     | Ioana Dogeanu             |

| Lista candidaților UDMR | Lista candidaților UDMR |
| #                       | Candidat                |
| ----------------------- | ----------------------- |
| 1                       | Iuliu Winkler           |
| 2                       | Lóránt Vincze           |
| 3                       | Csilla Hegedüs          |
| 4                       | Csongor Oltean          |
| 5                       | Csaba Sógor             |
| 6                       | Irina-Elisabeta Kovács  |
| 7                       | Attila Cseke            |
| 8                       | Erika Benkő             |
| 9                       | Csaba Pataki            |
| 10                      | Zsombor Ambrus          |
| 11                      | Ildico Szőcs            |
| 12                      | Petru Farago            |
| 13                      | Izabella-Agnes Ambrus   |
| 14                      | Maria Buzás-Fekete      |
| 15                      | Attila-Zoltán Csibi     |
| 16                      | Marta Mate              |
| 17                      | Gábor Kereskényi        |
| 18                      | Csilla Pető             |
| 19                      | Róbert-István Szilágyi  |
| 20                      | Margareta Tripon        |
| 21                      | Attila Décsei           |
| 22                      | Annamária Bogya         |
| 23                      | Balázs Birtalan         |
| 24                      | Vilmos Meleg            |
| 25                      | Ida-Magdolna Marina     |
| 26                      | Hunor-Jenő András       |
| 27                      | László Derzsi           |
| 28                      | Imelda Tóásó            |
| 29                      | Anquetil-Károly Kolcsár |
| 30                      | Béla Bors               |
| 31                      | Emöke Kerekes           |
| 32                      | Botond Balazs           |
| 33                      | Robert Kiss             |
| 34                      | Hunor Mákszem           |
| 35                      | Katalin-Eva Hudácsek    |
| 36                      | Lajos-Levente Papp      |
| 37                      | Orsolya Béres           |
| 38                      | Gábor Imre              |
| 39                      | Timea Orbán             |
| 40                      | Géza Antal              |
| 41                      | Maria-Melinda Gorbai    |
| 42                      | Levente Erős            |
| 43                      | Hunor Kelemen           |

| Lista candidaților PNL | Lista candidaților PNL   |
| #                      | Candidat                 |
| ---------------------- | ------------------------ |
| 1                      | Rareș Bogdan             |
| 2                      | Mircea Hava              |
| 3                      | Siegfried Mureșan        |
| 4                      | Vasile Blaga             |
| 5                      | Adina Vălean             |
| 6                      | Daniel Buda              |
| 7                      | Dan Motreanu             |
| 8                      | Gheorghe Falcă           |
| 9                      | Cristian Bușoi           |
| 10                     | Marian-Jean Marinescu    |
| 11                     | Vlad Nistor              |
| 12                     | Mihai Țurcanu            |
| 13                     | Violeta Alexandru        |
| 14                     | Ligia Popescu            |
| 15                     | Ana-Maria Dumitru        |
| 16                     | Mădălin Teodosescu       |
| 17                     | Ciprian Epure            |
| 18                     | Ciprian Ciucu            |
| 19                     | Aleodor Frâncu           |
| 20                     | Claudia Benchescu        |
| 21                     | Adrian Dupu              |
| 22                     | Dragoș Soare             |
| 23                     | Ionel Palăr              |
| 24                     | Tudor Polak              |
| 25                     | Emanuel Soare            |
| 26                     | Marius Minea             |
| 27                     | Gabriel Șerban           |
| 28                     | Claudiu Chira            |
| 29                     | Alexandru Salup-Rusu     |
| 30                     | Aurelian Cotinescu       |
| 31                     | Cosmina-Giorgiana Neamțu |
| 32                     | Alexandru-Ștefan Părduț  |
| 33                     | Costel Stanca            |
| 34                     | Gheorghe Firon           |
| 35                     | Cristina Chivu           |
| 36                     | Sorina-Cristina Marin    |
| 37                     | Daniel Grosu             |
| 38                     | Alexandru Țoncu          |
| 39                     | Viorica Mihai            |
| 40                     | Adrian Tabarac           |
| 41                     | Larissa Bîrsan           |
| 42                     | Cristian Chirteș         |
| 43                     | Marcel Vela              |

| Lista candidaților ALDE | Lista candidaților ALDE |
| #                       | Candidat                |
| ----------------------- | ----------------------- |
| 1                       | Norica Nicolai          |
| 2                       | Daniel Barbu            |
| 3                       | Renate Weber            |
| 4                       | Ovidiu Silaghi          |
| 5                       | Varujan Vosganian       |
| 6                       | Andrei Gerea            |
| 7                       | Radu Silaghi            |
| 8                       | Eusebiu Pistru-Popa     |
| 9                       | Horia Toma              |
| 10                      | Tudor Ionescu           |
| 11                      | Sorin Umbrărescu        |
| 12                      | Bogdan Ștefanachi       |
| 13                      | Ionel Muscalu           |
| 14                      | Iulian Hristea          |
| 15                      | Ovidiu Sîrbu            |
| 16                      | Sorin Roșu-Mareș        |
| 17                      | Gabriel Daraban         |
| 18                      | Dorin Corcheș           |
| 19                      | Robert Tudorache        |
| 20                      | Raphael Nazaruk         |
| 21                      | Bogdan Lazăr            |
| 22                      | Eduard Luca             |
| 23                      | Cătălin Burcescu        |
| 24                      | Mihai Cîrloganu         |
| 25                      | Constantin Voicu        |
| 26                      | Mihaela Hușanu          |
| 27                      | Ionuț Nuică             |
| 28                      | Alexandra Roșca         |
| 29                      | Ștefan Deaconu          |
| 30                      | Maria Kruppa            |
| 31                      | Nicolae Gherman         |
| 32                      | Bogdan Tănase           |
| 33                      | Lia-Ruxandra Ruscea     |
| 34                      | Alexandru Gurghian      |
| 35                      | Ioan Tiriteu            |
| 36                      | Alexandru Badea         |
| 37                      | Ucu Dima                |
| 38                      | Marian Stoica           |
| 39                      | Oana Mina-Drăghici      |
| 40                      | Alexandru Bujac         |
| 41                      | Mihai Hanganu           |
| 42                      | Nicolae Pungă           |

| Lista candidaților PRODEMO | Lista candidaților PRODEMO      |
| #                          | Candidat                        |
| -------------------------- | ------------------------------- |
| 1                          | Cătălin-Sorin Ivan              |
| 2                          | Ioana-Alexandra Picoș-Făgădaru  |
| 3                          | Cornel Radu-Loghin              |
| 4                          | Emilian-Aristidie Burdușel      |
| 5                          | Tudor-Bogdan Matei              |
| 6                          | Gabriel Dobraniș                |
| 7                          | Dumitru-Ionuț Moisă             |
| 8                          | Daniela-Cristina Mihalcea       |
| 9                          | Raul-Ștefăniță Dumitru          |
| 10                         | Elena-Valentina Panait          |
| 11                         | Roxana Dragomir                 |
| 12                         | Sámer Issa                      |
| 13                         | Cosmin-Daniel Cărbunaru         |
| 14                         | Călin-Mihai Soare               |
| 15                         | Roxana-Alexandra Constantinescu |
| 16                         | Lucian-Alexandru Manole         |
| 17                         | Virgil-Valentin Costache        |
| 18                         | Florin Socaci                   |
| 19                         | Teodora Stănciulescu            |
| 20                         | Diana Hostiuc                   |
| 21                         | Cătălin-Ionuț Croitoru          |
| 22                         | Paul-Mihai Pușcașu              |
| 23                         | Vlad Minca-Todireanu            |
| 24                         | Alexandra-Ana-Maria Gafița      |
| 25                         | Mădălina-Emilia Hriste          |
| 26                         | Nicolae-Leonid Mârzan           |
| 27                         | Vasile-Constantin Alexandrescu  |

| Lista candidaților PMP | Lista candidaților PMP  |
| #                      | Candidat                |
| ---------------------- | ----------------------- |
| 1                      | Traian Băsescu          |
| 2                      | Eugen Tomac             |
| 3                      | Ioana Constantin        |
| 4                      | Marius Pașcan           |
| 5                      | Simona Vlădica          |
| 6                      | Robert Turcescu         |
| 7                      | Teodora Desagă          |
| 8                      | Petru Movilă            |
| 9                      | Cătălina Bozianu        |
| 10                     | Cătălin Bulf            |
| 11                     | Severica-Rodica Covaciu |
| 12                     | Cristian Lungu          |
| 13                     | Clement Negruț          |
| 14                     | Silvia Galben           |
| 15                     | Lucian Iliescu          |
| 16                     | Costel Mihai            |
| 17                     | Cornel Sămărtinean      |
| 18                     | Gabi Ionașcu            |
| 19                     | Ștefănel-Dan Marin      |
| 20                     | Viorel Botea            |
| 21                     | Gheorghe Baciu          |
| 22                     | Claudiu Palaz           |
| 23                     | Ionuț Popovici          |
| 24                     | Marian Andronache       |
| 25                     | Adrian Todoran          |
| 26                     | Romulus Buhăescu        |
| 27                     | Bogdan Gavrilescu       |
| 28                     | Gabriela Dobrotă        |
| 29                     | Rizia Tudorache         |
| 30                     | Mărioara Junjan         |
| 31                     | Ion Melinte             |
| 32                     | Sofia Höhr              |
| 33                     | Marian-Daniel Păloiu    |
| 34                     | Gheorghe Vasile         |
| 35                     | Cristian Schuster       |
| 36                     | Liliana Nițu            |
| 37                     | Mihaela Demoor-Brate    |
| 38                     | Andrei Amariței         |
| 39                     | Nicolae Pătru           |
| 40                     | Adrian-Alexandru Popan  |
| 41                     | Marius Orha             |
| 42                     | Petre Popeangă          |
| 43                     | Felix Florea            |

| Lista candidaților PSR | Lista candidaților PSR   |
| #                      | Candidat                 |
| ---------------------- | ------------------------ |
| 1                      | Marin Badea              |
| 2                      | Violeta Mercea           |
| 3                      | Petrică Dima             |
| 4                      | Corneliu Riegler         |
| 5                      | Adrian-Manuel Dinu       |
| 6                      | Rodica-Dorina Roman      |
| 7                      | Gheorghiță Zbăganu       |
| 8                      | Carmen Petroșel          |
| 9                      | Costică Zdrobiș          |
| 10                     | Remus-Florin Manoiu      |
| 11                     | Marius-Mihai Oprea       |
| 12                     | Teodor Caraș             |
| 13                     | Filofteia Scurtu         |
| 14                     | Samir Oancă              |
| 15                     | Constantin-Liviu Sandu   |
| 16                     | Georgeta Giurea          |
| 17                     | Carmen-Mihaela Dan-Tudor |
| 18                     | Ilie Rotaru              |
| 19                     | Nicoleta Neamțu          |
| 20                     | Paul Oană                |
| 21                     | Georgiana-Mihaela Uțanu  |
| 22                     | Nicolae Iosif            |
| 23                     | Mihaela-Denis Rotaru     |
| 24                     | Gabriela-Alice Dragomir  |
| 25                     | Ionela-Cristina Martin   |
| 26                     | Mădălina Țicleanu        |
| 27                     | Constantin Tănase        |
| 28                     | Emil-Marian Nae          |

| Lista candidaților PSDI | Lista candidaților PSDI     |
| #                       | Candidat                    |
| ----------------------- | --------------------------- |
| 1                       | Cornel-George Comșa         |
| 2                       | Carmen-Mariana Dăscălescu   |
| 3                       | Radu Stancu                 |
| 4                       | Sergiu Plîngău              |
| 5                       | Vili-Mihaela Constantin     |
| 6                       | Bogdan-Marius Ilie          |
| 7                       | Virgil Nicorescu            |
| 8                       | Mădălina-Andreea Mustăreață |
| 9                       | Răzvan Rotaru               |
| 10                      | Florin-Ștefan Vasile        |
| 11                      | Andrei-Răzvan Condurățeanu  |
| 12                      | Ana-Roxana Cîrdei           |
| 13                      | Iacob Pușcaș                |
| 14                      | Camelia-Viorica Enache      |
| 15                      | Vincențiu-Daniel Antonescu  |
| 16                      | Diana Olteanu               |
| 17                      | Adina-Cristonia Răpan       |
| 18                      | Andreea-Luiza Strugariu     |
| 19                      | Daniela Știrbu              |
| 20                      | Bogdan-Mihai Spirea         |
| 21                      | Dănuț Costache              |
| 22                      | Cristian Drăgan             |
| 23                      | Adela Mihai                 |
| 24                      | Alexandra Manole            |
| 25                      | Camelia Fuiorea             |
| 26                      | Sorin-Antoniu Petrovici     |
| 27                      | Mariana-Cristina Spătaru    |
| 28                      | Cristian-Antonio Dumitru    |
| 29                      | Bianca-Maria Berchez        |
| 30                      | Paul-Alexandru Lăzărescu    |
| 31                      | Mirela-Tatiana Andrei       |
| 32                      | Iuliana Ivănăsciuc          |
| 33                      | Veronica Chiriță            |
| 34                      | Dalia Ciubucă               |
| 35                      | Gabriel-Roberto Vișan       |
| 36                      | Eugen-Victor Stănescu       |
| 37                      | Roxana-Gabriela Andrei      |
| 38                      | Andra-Camelia Rămulescu     |
| 39                      | Alexandra Eftimie           |
| 40                      | Oana-Andreea Dulgheru       |
| 41                      | Luminița Păsculescu         |
| 42                      | Andrei-Mădălin Cârstocea    |
| 43                      | Eugen Dincă                 |

| Lista candidaților PRU | Lista candidaților PRU     |
| #                      | Candidat                   |
| ---------------------- | -------------------------- |
| 1                      | Bogdan Diaconu             |
| 2                      | Andrei Piticaș             |
| 3                      | Florian Mirea-Diaconu      |
| 4                      | Dumitru Bădrăgan           |
| 5                      | Rudi Bugă                  |
| 6                      | Ovidiu Zară                |
| 7                      | Răzvan Ciortea             |
| 8                      | Ștefan Lungu               |
| 9                      | Ioan Constantinescu        |
| 10                     | Ionuț-Cristian Stuparu     |
| 11                     | Alexandru Hurjui           |
| 12                     | Sorin-Adrian Deac          |
| 13                     | Nelu Neacșu                |
| 14                     | Traian-Teo Onicel          |
| 15                     | Narcis Someșfălean         |
| 16                     | Monica-Iulia Luchian       |
| 17                     | Ion Ilie                   |
| 18                     | Ligia-Antoaneta Drulea     |
| 19                     | Aurel-Marian Stanciu-Lazăr |
| 20                     | Constantin-Mirel State     |
| 21                     | Mihaela Bibicu             |
| 22                     | Șerban-Andrei Buduleci     |
| 23                     | Mihaela Manolache          |
| 24                     | Bogdan-Florin Enache       |
| 25                     | Loredana Moroșan           |
| 26                     | Nicolae-Daniel Oțelea      |
| 27                     | Alexandru-Laurențiu Tănase |
| 28                     | Emil-Gheorghe Peptea       |
| 29                     | Florin-Lucian Florescu     |
| 30                     | Mihaela-Mădălina Mitrache  |

| Lista candidaților UNPR | Lista candidaților UNPR |
| #                       | Candidat                |
| ----------------------- | ----------------------- |
| 1                       | Ilie Năstase            |
| 2                       | Anghel Iordănescu       |
| 3                       | Luminița Adam           |
| 4                       | Ciprian Tănăsescu       |
| 5                       | Mircea Manolache        |
| 6                       | Constantin Tomescu      |
| 7                       | Gheorghe Bică           |
| 8                       | Picu Roman              |
| 9                       | Laura Berbecaru         |
| 10                      | Ene Dinga               |
| 11                      | Gheorghe Popa           |
| 12                      | Titu Bojin              |
| 13                      | Constantin Tucan        |
| 14                      | Daniel Manolache        |
| 15                      | Neagu Murgu             |
| 16                      | Gheorghe-Iulian Ioniță  |
| 17                      | Iulian Popescu          |
| 18                      | Daniela Popa            |
| 19                      | Marius Tudor            |
| 20                      | Cosmin Marian           |
| 21                      | Vasile Șalaru           |
| 22                      | Dan Banu                |
| 23                      | Florin Trosca           |
| 24                      | Andrei Popete-Pătrașcu  |
| 25                      | Daniela Nețoiu          |
| 26                      | Alin Bucur              |
| 27                      | Ion Popescu             |
| 28                      | Robert Candoi-Savu      |
| 29                      | Adrian Stoica           |
| 30                      | Nicușor Stan            |
| 31                      | Vasilică Dinică         |
| 32                      | Dumitru Oprea           |
| 33                      | Marius Muscalu          |
| 34                      | Tiberiu Pleșu           |
| 35                      | Moise-Cornel Oancea     |
| 36                      | Viorel Matei            |
| 37                      | Silvia-Mihaela Nedelcu  |
| 38                      | Adișor-Sergiu Alexandru |
| 39                      | Cristian Burețea        |
| 40                      | Mihail Negulescu        |
| 41                      | Marga-Florența Niculae  |
| 42                      | Iulian Nedelcu          |
| 43                      | Călin Lazăr             |

| Lista candidaților BUN | Lista candidaților BUN        |
| #                      | Candidat                      |
| ---------------------- | ----------------------------- |
| 1                      | Alexandru-Gabriel Vulpoiu     |
| 2                      | Costel Stanciu                |
| 3                      | Saveta Ionesi                 |
| 4                      | Manuela Aciubotăriței         |
| 5                      | Ioan-Ștefan Zară              |
| 6                      | Florentina-Mariana Szabo      |
| 7                      | Ionel Veleat                  |
| 8                      | Cristian Obreja               |
| 9                      | Codrianu-Alexandru Pentilescu |
| 10                     | Lucian-Valerian Zară          |
| 11                     | Sorin-Gheorghe-Dan Pleșu      |
| 12                     | Adriana-Gabriela Finica       |

## Sondaje
Biroul Electoral Central (BEC) a acreditat la nivel național institutele de sondare CURS și Avangarde pentru a realiza un sondaj de opinie la ieșirea de la urne în ziua alegerilor europarlamentare. Alte institute de sondare nu au solicitat o acreditare pentru a realiza un exit poll. Totodată, BEC a mai acreditat Megatronic World Productions pentru efectuarea de sondaje de opinie la ieșirea de la urne la nivelul județului Maramureș și Asociația Pro Democrația în județul Cluj.
| Sursă                                                    | Dată                 | Eșantion | PNL   | PSD   | USR+PLUS | USR+PLUS | PRO   | UDMR/RMDSZ | PMP  | ALDE  | Altele | Avans |
| -------------------------------------------------------- | -------------------- | -------- | ----- | ----- | -------- | -------- | ----- | ---------- | ---- | ----- | ------ | ----- |
| Sursă                                                    | Dată                 | Eșantion |       |       |          |          |       |            |      |       | Altele | Avans |
| CURS–Avangarde                                           | 26 mai 2019          | 20.000   | 25,7% | 25,7% | 23,9%    | 23,9%    | 5,7%  | 5,4%       | 5,2% | 4,7%  | 3,7%   | —     |
| IMAS                                                     | 2–20 mai 2019        | 1.010    | 28,5% | 21,1% | 19,6%    | 19,6%    | 9,9%  | 3,8%       | 6,2% | 9,8%  | 1,1%   | 7,4%  |
| Novel Research                                           | 14–19 mai 2019       | 1.219    | 28,1% | 27,8% | 14,8%    | 14,8%    | 7,6%  | 5%         | 6,7% | 7,9%  | 2,1%   | 0,3%  |
| INSCOP                                                   | 12 apr.–3 mai 2019   | 1.050    | 27,6% | 25,5% | 16,5%    | 16,5%    | 9,1%  | 4,8%       | 3,9% | 9,2%  | 3,4%   | 2,1%  |
| D&D Research                                             | aprilie 2019         | 328      | 29,9% | 29,3% | 22,3%    | 22,3%    | 4,6%  | 2,7%       | 3,7% | 6,7%  | 0,9%   | 0,6%  |
| CURS                                                     | 5–28 apr. 2019       | 1.500    | 25%   | 32%   | 12%      | 12%      | 9%    | 5%         | 5%   | 10%   | 2%     | 7%    |
| IMAS                                                     | 12–25 apr. 2019      | 1.010    | 25,6% | 21,7% | 16,4%    | 16,4%    | 11,7% | 5,6%       | 5,6% | 12,2% | 1,1%   | 3,9%  |
| IMAS                                                     | 18 mar.–3 apr. 2019  | 1.010    | 25,2% | 21,5% | 17,7%    | 17,7%    | 11,2% | 5,1%       | 4,7% | 12,7% | 1,9%   | 3,7%  |
| CURS                                                     | 12–25 mar. 2019      | 1.067    | 23%   | 31%   | 13%      | 13%      | 8%    | 5%         | 6%   | 10%   | 4%     | 8%    |
| BCS                                                      | 15–20 mar. 2019      | 1.144    | 31,5% | 25,8% | 11,7%    | 11,7%    | 6,7%  | 4,6%       | 5,9% | 7,9%  | 3,1%   | 5,7%  |
| INSCOP                                                   | 5–13 mar. 2019       | 1.053    | 26,3% | 26,9% | 15,3%    | 15,3%    | 9,1%  | 5%         | 4,4% | 9,3%  | 3,7%   | 0,6%  |
| PNL                                                      | feb.–mar. 2019       | N/A      | 27,9% | 24,6% | 16%      | 16%      | 6,7%  | N/A        | N/A  | 11,8% | 13%    | 3,3%  |
| D&D Research                                             | feb. 2019            | 599      | 24%   | 29,7% | 19,2%    | 19,2%    | 8,8%  | 6,5%       | 2,7% | 7,8%  | 1,2%   | 5,7%  |
| CURS                                                     | 13–28 feb. 2019      | 1.500    | 23%   | 31%   | 13%      | 13%      | 10%   | 5%         | 5%   | 12%   | 1%     | 8%    |
| IMAS                                                     | 1–21 feb. 2019       | 1.010    | 22,6% | 22,7% | 17,9%    | 17,9%    | 13,4% | 4,7%       | 4,4% | 12,5% | 1,8%   | 0,1%  |
| Sursă                                                    | Dată                 | Eșantion | PNL   | PSD   | USR      | PLUS     | PRO   | UDMR       | PMP  | ALDE  | Altele | Avans |
| Sursă                                                    | Dată                 | Eșantion |       |       |          |          |       |            |      |       | Altele | Avans |
| CURS                                                     | 21 ian.–6 feb. 2019  | 1.067    | 22%   | 32%   | 8%       | 5%       | 9%    | 5%         | 5%   | 9%    | 5%     | 10%   |
| INSCOP Arhivat în 23 februarie 2019, la Wayback Machine. | 21 ian.–5 feb. 2019  | 1.080    | 26,7% | 27,8% | 10%      | 7%       | 6,6%  | 5,1%       | 4,4% | 9,2%  | 3,2%   | 1,1%  |
| IMAS                                                     | 21 ian.–5 feb. 2019  | N/A      | 23,3% | 24,5% | 13,2%    | 7,4%     | 9,1%  | 5,7%       | 2,5% | 12,8% | 1,5%   | 1,2%  |
| IMAS                                                     | 11–30 ian. 2019      | 1.011    | 16,5% | 17,4% | 9,3%     | 5,2%     | 6,4%  | 4%         | 1,8% | 9,1%  | 1,1%   | 0,9%  |
| BCS                                                      | 12–20 ian. 2019      | N/A      | 23,7% | 23%   | 6,5%     | 8,1%     | 10,7% | 4,8%       | 9,3% | 8,1%  | 1,9%   | 0,7%  |
| PNL                                                      | dec. 2018            | 26.000   | 27,8% | 30,2% | 10,2%    | 5%       | 5,5%  | 5,1%       | 4,2% | 11,5% | 0,7%   | 2,4%  |
| CURS                                                     | 24 nov.–9 dec. 2018  | 1.067    | 20%   | 33%   | 7%       | 5%       | 9%    | 6%         | 5%   | 9%    | 6%     | 13%   |
| CURS                                                     | 26 oct.–12 nov. 2018 | 1.067    | 15%   | 38%   | 8%       | 7%       | 9%    | 3%         | 5%   | 15%   | 3%     | 23%   |
| Avangarde                                                | 15–22 sep. 2018      | N/A      | 25%   | 33%   | 5%       | 12%      | 5%    | N/A        | 5%   | 14%   | 1%     | 8%    |
|                                                          |                      |          |       |       |          |          |       |            |      |       |        |       |
| Alegeri 2014                                             | 25 mai 2014          | N/A      | 27,2% | 37,6% | —        | —        | —     | 6,2%       | 6,2% | —     | 10,8%  | 22,6% |

|  | Graficele sunt indisponibile din cauza unor probleme tehnice. Mai multe informații se găsesc la Phabricator și la wiki-ul MediaWiki. |

## Rezultate
|  | Graficele sunt indisponibile din cauza unor probleme tehnice. Mai multe informații se găsesc la Phabricator și la wiki-ul MediaWiki. |

| Partid/Candidat                                       | Partid/Candidat                                                                               | Partid/Candidat                                       | Partid/Candidat                                       | Număr de candidați | Voturi    | %      | +/–      | Mandate | +/– |
| Partid național                                       | Partid național                                                                               | Partid european                                       | Grup europarlamentar                                  | Număr de candidați | Voturi    | %      | +/–      | Mandate | +/– |
| ----------------------------------------------------- | --------------------------------------------------------------------------------------------- | ----------------------------------------------------- | ----------------------------------------------------- | ------------------ | --------- | ------ | -------- | ------- | --- |
|                                                       | Partidul Național Liberal                                                                     | PPE                                                   | PPE                                                   | 43                 | 2.449.068 | 27%    | ▲12pp    | 10      | ▲2  |
|                                                       | Partidul Social Democrat                                                                      | PES                                                   | S&D                                                   | 43                 | 2.040.765 | 22,5%  | ▼15,1pp  | 8       | ▼1  |

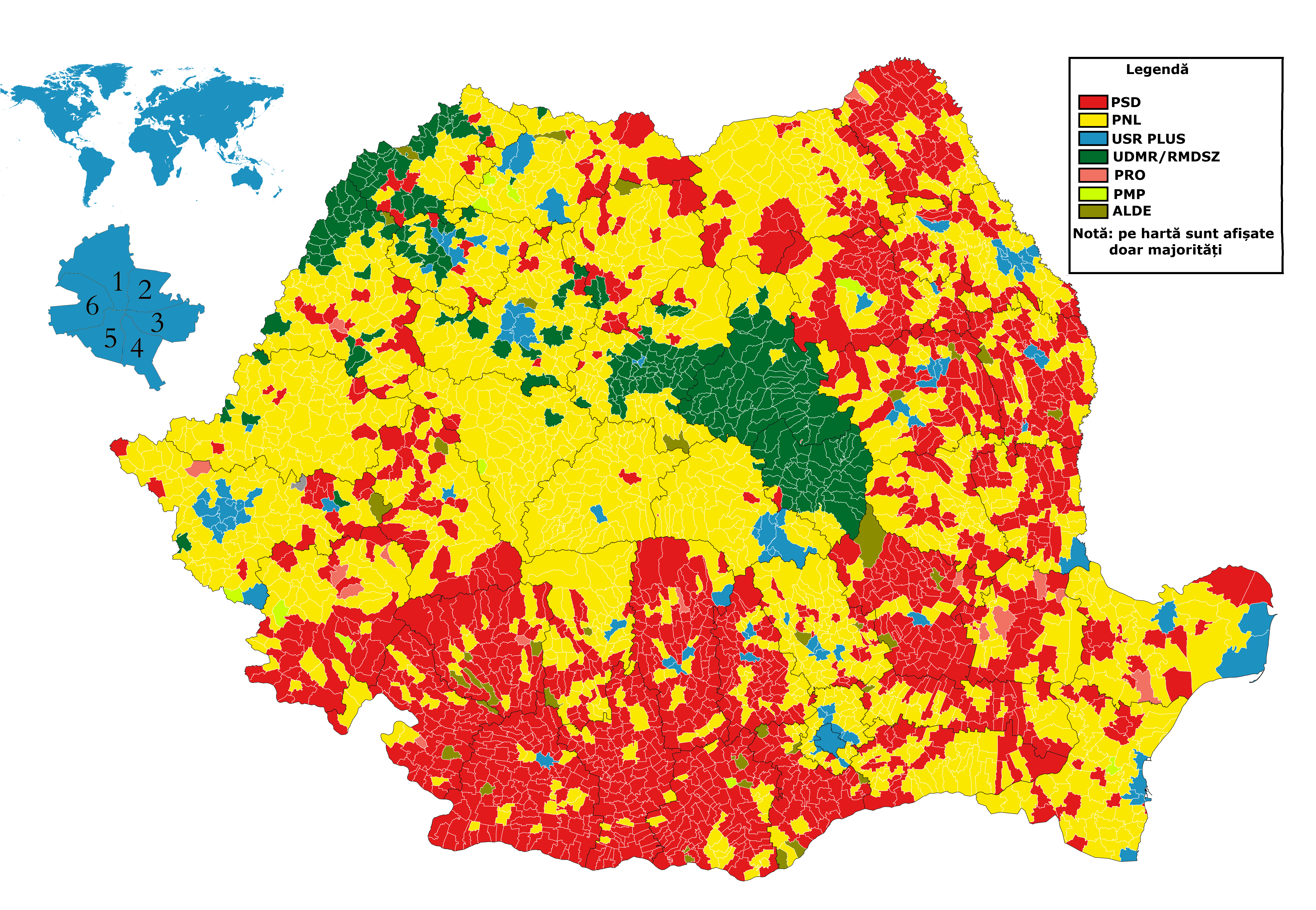
Rezultatele în fiecare localitate, în sectoarele municipiul București și în diaspora.

|                                                       | Alianța 2020 USR+PLUS - Uniunea Salvați România - Partidul Libertate, Unitate și Solidaritate | ALDE (USR)                                            | Renew Europe                                          | 40                 | 2.028.236 | 22,36% | Nou      | 8       | ▲7  |
|                                                       | PRO România                                                                                   | EDP                                                   | S&D                                                   | 33                 | 583.916   | 6,44%  | Nou      | 2       | ▬0  |
|                                                       | Partidul Mișcarea Populară                                                                    | PPE                                                   | PPE                                                   | 43                 | 522.104   | 5,76%  | ▼0,45pp  | 2       | ▲2  |
|                                                       | Uniunea Democrată Maghiară din România                                                        | PPE                                                   | PPE                                                   | 43                 | 476.777   | 5,26%  | ▼1,03pp  | 2       | ▬0  |
|                                                       | Partidul Alianța Liberalilor și Democraților                                                  | ALDE                                                  | —                                                     | 42                 | 372.760   | 4,11%  | Nou      | 0       | ▼2  |
|                                                       | Candidat independent: Peter Costea                                                            | —                                                     | —                                                     | 1                  | 131.021   | 1,44%  | ▲0,7pp   | 0       | ▬0  |
|                                                       | Candidat independent: George Simion                                                           | —                                                     | —                                                     | 1                  | 117.141   | 1,29%  | Nou      | 0       | ▬0  |
|                                                       | Candidat independent: Gregoriana Tudoran                                                      | —                                                     | —                                                     | 1                  | 100.669   | 1,11%  | Nou      | 0       | ▬0  |
|                                                       | Uniunea Națională pentru Progresul României                                                   | —                                                     | —                                                     | 43                 | 54.942    | 0,61%  | [ v ]    | 0       | ▼1  |
|                                                       | Partidul PRODEMO                                                                              | —                                                     | —                                                     | 27                 | 53.351    | 0,59%  | Nou      | 0       | ▬0  |
|                                                       | Partidul România Unită                                                                        | APF                                                   | —                                                     | 30                 | 51.787    | 0,57%  | Nou      | 0       | ▬0  |
|                                                       | Partidul Socialist Român                                                                      | PEL                                                   | —                                                     | 28                 | 40.435    | 0,45%  | Nou      | 0       | ▬0  |
|                                                       | Partidul Social Democrat Independent                                                          | —                                                     | —                                                     | 43                 | 26.439    | 0,29%  | Nou      | 0       | ▬0  |
|                                                       | Blocul Unității Naționale                                                                     | —                                                     | —                                                     | 12                 | 20.411    | 0,23%  | Nou      | 0       | ▬0  |
| Total: 18.267.732 înscriși (prezență la vot – 49,65%) | Total: 18.267.732 înscriși (prezență la vot – 49,65%)                                         | Total: 18.267.732 înscriși (prezență la vot – 49,65%) | Total: 18.267.732 înscriși (prezență la vot – 49,65%) | 473                | 9.069.822 | 100%   | ▲17,21pp | 32      | ▬0  |
| Sursă: Biroul Electoral Central                       |                                                                                               |                                                       |                                                       |                    |           |        |          |         |     |

### Pe județe
| Județ           | PNL (%) | PSD (%) | USR+PLUS (%) | PRO (%) | PMP (%) | UDMR (%) | ALDE (%) |
| --------------- | ------- | ------- | ------------ | ------- | ------- | -------- | -------- |
| Județ           |         |         |              |         |         |          |          |
|                 | 27      | 22,51   | 22,36        | 6,44    | 5,76    | 5,26     | 4,11     |
| Alba            | 46,51   | 17,22   | 15,93        | 4,6     | 4,3     | 3,08     | 2,81     |
| Arad            | 36,97   | 16,46   | 19,26        | 4,25    | 5,16    | 5,68     | 4,35     |
| Argeș           | 23,6    | 30,04   | 18,67        | 9,99    | 6,84    | 0,59     | 4,32     |
| Bacău           | 27,11   | 27,8    | 19,76        | 6,23    | 5,4     | 1,2      | 5,29     |
| Bihor           | 34,46   | 17,79   | 12,89        | 4,42    | 2,26    | 19,34    | 2,88     |
| Bistrița-Năsăud | 38,28   | 23,69   | 15,02        | 3,8     | 5,07    | 3,92     | 4,85     |
| Botoșani        | 29,54   | 33,04   | 11,22        | 8,54    | 3,52    | 0,67     | 4,63     |
| Brașov          | 28,69   | 15,77   | 30,18        | 5,19    | 4,72    | 4,66     | 3,87     |
| Brăila          | 21,22   | 27,02   | 13,69        | 22,4    | 5,05    | 0,59     | 2,9      |
| Buzău           | 21,92   | 33,47   | 14,39        | 10,96   | 5,2     | 0,64     | 6,69     |
| Caraș-Severin   | 31,69   | 29,82   | 11,05        | 10,7    | 5,39    | 0,83     | 3,63     |
| Călărași        | 34,02   | 31,23   | 13,66        | 6,43    | 4,76    | 0,65     | 3,83     |
| Cluj            | 30,19   | 10,74   | 32,47        | 3,7     | 4,3     | 9,93     | 2,87     |
| Constanța       | 26,28   | 18,67   | 26,31        | 7,23    | 9,44    | 0,62     | 3,7      |
| Covasna         | 8,6     | 6,23    | 7,59         | 2,04    | 1,83    | 69,01    | 1,59     |
| Dâmbovița       | 25,78   | 32,85   | 15,46        | 10,83   | 5,79    | 0,68     | 2,7      |
| Dolj            | 22,86   | 40,83   | 16,99        | 5,37    | 4,48    | 0,52     | 5,17     |
| Galați          | 25,3    | 27,04   | 19,66        | 7,35    | 7,1     | 0,62     | 5,05     |
| Giurgiu         | 21,74   | 39,27   | 11,57        | 5,56    | 4,11    | 0,62     | 13,07    |
| Gorj            | 23,05   | 31,98   | 11,27        | 10      | 6       | 0,66     | 11,31    |
| Harghita        | 4,71    | 3,58    | 4,03         | 1,26    | 0,92    | 83,23    | 0,58     |
| Hunedoara       | 26,6    | 29,58   | 16,95        | 7,55    | 4,19    | 2,9      | 4,7      |
| Ialomița        | 27,18   | 31,35   | 15,28        | 8,94    | 5,99    | 0,76     | 4,51     |
| Iași            | 25,56   | 20,48   | 26,86        | 6,55    | 5,9     | 0,62     | 3,39     |
| Ilfov           | 30,76   | 17,57   | 28,8         | 5,38    | 7,05    | 0,47     | 3,59     |
| Maramureș       | 28,07   | 20,94   | 21,18        | 5,76    | 9,76    | 5,27     | 3,13     |
| Mehedinți       | 23,19   | 43,07   | 8,62         | 10,93   | 4,16    | 0,49     | 5,93     |
| Mureș           | 22,37   | 13,13   | 16,73        | 4,4     | 3,52    | 32,99    | 2,5      |
| Neamț           | 27,68   | 29,08   | 16,67        | 7,51    | 6,26    | 0,86     | 3,64     |
| Olt             | 25,11   | 44,57   | 10,54        | 5,95    | 4,29    | 0,49     | 5,16     |
| Prahova         | 28,35   | 20,74   | 22,58        | 6,52    | 7,51    | 0,66     | 6,34     |
| Satu Mare       | 23,55   | 14,32   | 12,58        | 5,61    | 3       | 32,93    | 4,46     |
| Sălaj           | 24,05   | 16,25   | 25,34        | 4,11    | 2,39    | 20,13    | 2,79     |
| Sibiu           | 48,3    | 11,03   | 25,04        | 3,2     | 3,74    | 1,39     | 2,36     |
| Suceava         | 33,78   | 25,92   | 14,35        | 6,48    | 6,68    | 0,6      | 3,47     |
| Teleorman       | 26,67   | 47,53   | 8,8          | 4,18    | 4,3     | 0,43     | 4,46     |
| Timiș           | 28,19   | 13,68   | 32,34        | 5,94    | 6,46    | 2,4      | 3,26     |
| Tulcea          | 27,79   | 22,38   | 19,1         | 10,26   | 7,84    | 0,87     | 4,88     |
| Vaslui          | 26,6    | 30,48   | 18,11        | 5,72    | 5,06    | 0,95     | 6,05     |
| Vâlcea          | 30,55   | 29,94   | 15,74        | 6,97    | 5,56    | 0,68     | 5,4      |
| Vrancea         | 37,16   | 30,43   | 12,63        | 5,78    | 4,71    | 0,54     | 3        |
|                 |         |         |              |         |         |          |          |
| București       | 15,48   | 16,38   | 39,89        | 6,75    | 7,99    | 0,36     | 4,04     |
|                 |         |         |              |         |         |          |          |
| Sectorul 1      | 16,37   | 15,66   | 41,9         | 5,91    | 8,01    | 0,39     | 4,52     |
| Sectorul 2      | 16,33   | 16,93   | 39,84        | 6,84    | 7,99    | 0,34     | 3,87     |
| Sectorul 3      | 15,12   | 16,05   | 42,2         | 7,09    | 7,9     | 0,37     | 3,9      |
| Sectorul 4      | 15,79   | 16,75   | 40,03        | 7,47    | 8,48    | 0,46     | 4,08     |
| Sectorul 5      | 16,78   | 19,43   | 34,54        | 7,66    | 7,94    | 0,32     | 3,84     |
| Sectorul 6      | 14,88   | 16,04   | 43,08        | 6,38    | 7,92    | 0,98     | 1,16     |
|                 |         |         |              |         |         |          |          |
| Diaspora        | 31,93   | 2,41    | 43,88        | 2,5     | 5,66    | 5,44     | 4,24     |